# Комлев, Абрам Павлович
Абрам Павлович Комлев (11 ноября (30 октября) 1879, деревня Петропавловка, ныне Валковского района Харьковской области, — 7 августа 1918, Казань) — Участник Гражданской войны, революционный деятель России.

## Биография

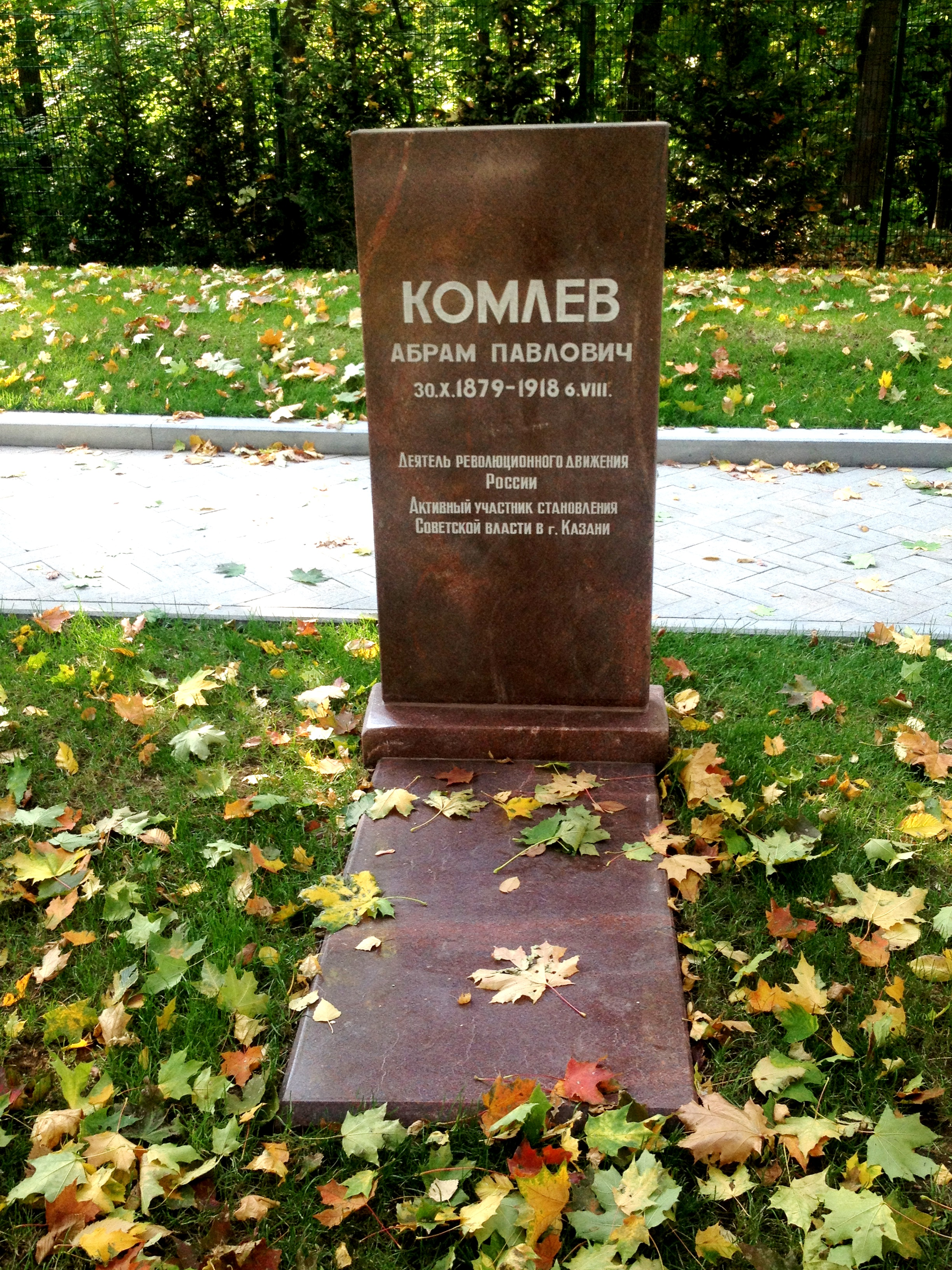
Могила Комлева на Братском кладбище

Родился в крестьянской семье. По профессии — портной. С 1903 года — член РСДРП. Вёл партийную работу на станции Лозовой, в Севастополе, Ярославле, Одессе. Осуществлял партийную деятельность в Донбассе во время Революции 1905‒1907 гг. В 1906 году стал членом Казанского комитета РСДРП, участвовал в создании профсоюза портных в Казани. Неоднократно подвергался репрессиям. Участвовал в Февральской революции 1917 года.
Как организатор профсоюзов, Комлев сделал многое, чтобы вовлечь рабочих и ремесленников в революционную работу. После установления Советской власти по его инициативе создается союз пищевиков, который объединил 11 мелких союзов.
Делегат Седьмой (Апрельской) конференции РСДРП(б). Член исполнительного комитета Казанского Совета. В октябрьские дни — один из руководителей Красной гвардии.
Один из организаторов борьбы за установление Советской власти в Татарии. В августе 1918, после взятия Казани войсками Каппеля, был арестован и расстрелян:128:333:145.